# روبرتا برونيه
روبرتا برونيه (بالإيطالية: Roberta Brunet)‏ هي عدائة المسافات المتوسطة إيطالية، ولدت في 20 مايو 1965 في أوستا في إيطاليا.

## وصلات خارجية
- روبرتا برونيه على موقع الاتحاد الدولي لألعاب القوى (الإنجليزية)
- روبرتا برونيه على موقع الاتحاد الإيطالي لألعاب القوى (الإيطالية)
- روبرتا برونيه على موقع أوليمبيديا (الإنجليزية)
- روبرتا برونيه على موقع اللجنة الأولمبية الإيطالية (الإيطالية)